# Ibadytyzm
Ibadytyzm (arab. إباضية Ibāḍiyya) – ruch w łonie charydżyzmu; najbardziej umiarkowany i na początku XXI w. jedyny istniejący.
Jego założycielem był Abdullah ibn Ibad at Tamimi (stąd nazwa ruchu), chociaż wyznawcy uważają, że był nim pochodzący z Omanu Dżabir ibn Zaid al Azdi, najlepszy uczeń A’iszy, żony Mahometa, oraz Abdullaha ibn Abbasa, kuzyna Mahometa. Nie są tak surowi w traktowaniu innowierców i pozostałych muzułmanów jak pozostali charydżyci. Średniowieczna algierska dynastia Rustamidów wyznawała ibadytyzm. Obecnie wyznawcy tego nurtu rządzą w Omanie (75% populacji kraju). Występują też w Tanzanii (gł. Zanzibar), Algierii (gł. w Mzab), Libii (gł. Dżabal Nafusa) oraz Tunezji (gł. wyspa Dżerba). Obecnie jest ich około 4–5 mln. Znaczna część dowództwa antyfrancuskiej partyzantki w Algierii (patrz: wojna o niepodległość Algierii) w połowie XX wieku była ibadytami z Kabylii.